# Арцбах
Арцбах (њем. Arzbach) општина је у њемачкој савезној држави Рајна-Палатинат. Једно је од 137 општинских средишта округа Рајн-Лан. Према процјени из 2010. у општини је живјело 1.806 становника. Посједује регионалну шифру (AGS) 7141201.

## Географски и демографски подаци
Арцбах се налази у савезној држави Рајна-Палатинат у округу Рајн-Лан. Општина се налази на надморској висини од 200 метара. Површина општине износи 9,9 km². У самом мјесту је, према процјени из 2010. године, живјело 1.806 становника. Просјечна густина становништва износи 182 становника/km².